# Zapalenie tkanki tłuszczowej
Zapalenie tkanki tłuszczowej - odczyn zapalny spowodowany martwicą komórek tłuszczowych, występujący głównie w tkance podskórnej.

## Epidemiologia
Choroba występuje częściej u kobiet.

Jest związana z występowaniem antygenu HLA B8.

## Etiopatogeneza
Bezpośrednia przyczyna nie jest znana.

Do czynników, które mogą wyzwalać objawy zalicza się:
- urazy
- czynniki chemiczne
- niedobór alfa1-antytrypsyny
- wzmożenie aktywności enzymów trzustkowych
- zakażenia

Zapalenie tkanki tłuszczowej może też towarzyszyć:
- toczniowi rumieniowatemu układowemu
- zespołom limfoproliferacyjnym
- chorobom trzustki
- nowotworom

### Okresy
W zależności od obrazu mikroskopowego wycinka pobranego z miejsca chorobowo zmienionego wyróżnia się trzy okresy zapalenia tkanki tłuszczowej:
| Okres | Opis |
| ----- | --- |
| I     | ostry proces zapalny nacieki z granulocytów obojętnochłonnych, zawierających sfagocytowane cząsteczki tłuszczu |
| II    | w nacieku histiocyty, przypominające typowe lipofagi, otoczone cząsteczkami tłuszczu                           |
| III   | włóknienie zmian                                                                                               |

## Podział
| Grupa | Opis                                                   | Przykłady |
| ----- | ------------------------------------------------------ | --- |
| I     | zajęcie przegród łącznotkankowych w tkance tłuszczowej | - choroba Vilanova |
| II    | zajęcie zrazików tkanki tłuszczowej                    | - choroba Webera-Christiana - zespół Rothmanna-Makaia - zapalenie związane z niedoborem alfa1-antytrypsyny i chorobami trzustki |
| III   | postać mieszana                                        | - lupus profundus |
| IV    | zapalenie naczyń                                       | |

## Rozpoznanie
Rozpoznanie potwierdza badanie mikroskopowe wycinka pobranego z chorobowo zmienionego miejsca.

### Badania dodatkowe
- badania laboratoryjne:
  - wzrost OB
  - leukocytoza
  - niedokrwistość
  - białkomocz
  - krwinkomocz
  - leukocyturia
  - wzmożenie aktywności lipazy trzustkowej w surowicy
- badania obrazowe:
- rtg stawów - niekiedy uszkodzenie chrząstki i kości
- USG lub tomografia komputerowa trzustki - przy podejrzeniu zmian w trzustce

### Rozpoznanie różnicowe
- rumień guzowaty
- zakażenia tkanki podskórnej
- dna moczanowa
- pseudodna
- choroby układowe tkanki łącznej
- reumatoidalne zapalenie stawów
- osteomyelitis
- urazowe zapalenie okostnej

## Leczenie
- niesteroidowe leki przeciwzapalne
- glikokortykosteroidy - w ciężkich rzutach choroby
- leki immunosupresyjne - w ciężkich rzutach choroby:
  - azatiopryna
  - cyklofosfamid
  - cyklosporyna
  - metotreksat
- niekiedy leki przeciwmalaryczne